# Rhagomys longilingua
Rhagomys longilingua (Рагоміс довгоязикий) — вид гризунів з родини Хом'якові (Cricetidae).

## Проживання
Це погано відомий вид відомий з трьох пунктів. Два з них знаходяться в басейні річки Мадре-де-Альто-Діос в Перу (Куско і Мадре-де-Діос), третя місцевість в Бахо Хорнуні, в Болівії. Був зафіксований, між 450-2,100 м. Вважається, що це деревний вид; був зібраний в 2 м над землею. Він був знайдений в різних місцях проживання: сухих полях тростини в рівнинних районах, близько до річок, вологих гірських лісах, порушених лісах.

## Загрози та охорона
Здається, немає якихось серйозних загроз для цього виду. Був зібраний в Національному парку Котапата в Болівії, і Біосферному заповіднику  Ману в Перу.